# Liste des personnages de Jules Verne
Cette liste tente de recenser tous les personnages, animaux, navires, machines et lieux qui apparaissent dans les Voyages extraordinaires de Jules Verne par œuvre.

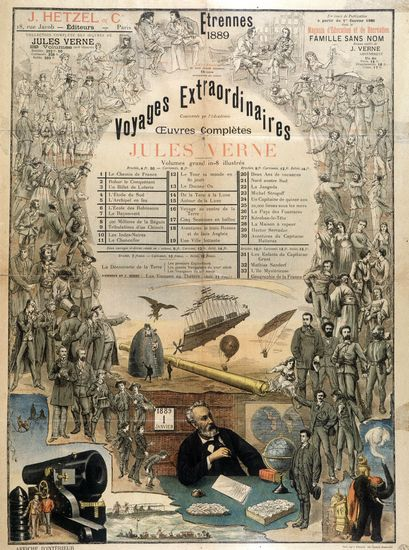
Affiche de 1889 : Jules Verne entouré de ses personnages.

## Introduction
L'onomastique, qui préside à la création des noms de personnages ou de lieux chez Jules Verne, peut se déployer en plusieurs phases, d'autant que l'auteur prend un plaisir évident aux jeux de mots.
1. Les noms tirés de lieux existants tels John Hatteras (Cap Hatteras), Pierre Antifer (Cap d'Antifer), bien sûr Cap Matifou et Pointe Pescade.
2. Les anagrammes ou palindromes : Michel Ardan (Nadar), Zach Fren (nerf) ou Hector Servadac (cadavres).
3. Un personnage réel : Jacques Paganel (Paganel), Colonel Everest (George Everest).
4. Le nom marque parfois le caractère du personnage : un nom bref pour définir la bravoure (Ned Land, Dick Sand, Nic Deck) ou l'étrangeté (Sarcany, Alfaniz, Sacratif), un nom à rallonge pour le ridicule (Aristobulus Ursiclos, Agathocle Désirandelle, etc.)[1].

Verne avait vraisemblablement mis au point un recueil de logogriphes. L'importance de personnages dont le nom comprend les syllabes KAR a été depuis longtemps repérée. Une base de consonnes (K,R,S,T,N) et de voyelles (A,I,O) a été dégagée par Volker Dehs qui donne entre autres Starkos, Costar, Dorcas, Zartog. Il peut en conclure que « l'onomastique vernienne ne reflète donc pas seulement le procédé important de la variation et de la transformation de l'écriture vernienne, elle reprend aussi cet aspect capital et proprement poétique des Voyages extraordinaires qu'est l'ambiguïté ».